# Тшидник-Дужи (гмина)
Тшидник-Дужи (пол. Trzydnik Duży) — сельская гмина (волость) в Польше, входит как административная единица в Красницкий повет, Люблинское воеводство. Население — 7041 человек (на 2004 год).

## Сельские округа
1. Агатувка
2. Будки
3. Домброва
4. Дембовец
5. Лисник-Малы
6. Лыхув-Госцерадовски
7. Лыхув-Шляхецки
8. Ольбенцин
9. Овчарня
10. Жечица-Ксенжа
11. Жечица-Земяньска
12. Жечица-Земяньска-Колёнья
13. Тшидник-Дужи
14. Тшидник-Дужи-Колёнья
15. Тшидник-Малы
16. Воля-Тшидницка
17. Венглин
18. Венглинек
19. Вулька-Ольбенцка
20. Зелёнка

## Прочие поселения
1. Баранув
2. Хоины
3. Домброва-Колёнья
4. Дембиньщизна
5. Жечица-Стацья
6. Воля-Тшидницка

## Соседние гмины
1. Гмина Дзежковице
2. Гмина Госцерадув
3. Гмина Красник
4. Гмина Поток-Вельки
5. Гмина Шастарка
6. Гмина Закликув